# Isländische Eishockeyliga 2003/04
Die Saison 2003/04 war die 13. Spielzeit der isländischen Eishockeyliga, der höchsten isländischen Eishockeyspielklasse. Meister wurde zum insgesamt elften Mal in der Vereinsgeschichte Skautafélag Akureyrar.

## Modus
In der Hauptrunde absolvierten die drei Mannschaften jeweils zwölf Spiele. Die beiden bestplatzierten Mannschaften qualifizierten sich für das Meisterschaftsfinale. Für einen Sieg erhielt jede Mannschaft zwei Punkte, bei einem Unentschieden gab es einen Punkt und bei einer Niederlage null Punkte.

## Hauptrunde

### Tabelle
|    | Klub                         | Sp | S  | U | N  | Tore  | Punkte |
| -- | ---------------------------- | -- | -- | - | -- | ----- | ------ |
| 1. | Skautafélag Akureyrar        | 12 | 12 | 0 | 0  | 87:47 | 24     |
| 2. | Skautafélag Reykjavíkur      | 12 | 5  | 1 | 6  | 69:70 | 11     |
| 3. | Ísknattleiksfélagið Björninn | 12 | 0  | 1 | 11 | 59:98 | 1      |

Sp = Spiele, S = Siege, U = unentschieden, N = Niederlagen, OTS = Overtime-Siege, OTN = Overtime-Niederlage, SOS = Penalty-Siege, SON = Penalty-Niederlage

## Finale
- Skautafélag Akureyrar – Skautafélag Reykjavíkur 3:0 (5:2, 7:1, 6:1)